# Neoserica shibingensis
Neoserica shibingensis är en skalbaggsart som beskrevs av Ahrens 2003. Neoserica shibingensis ingår i släktet Neoserica och familjen Melolonthidae. Inga underarter finns listade i Catalogue of Life.